# 骗经
《骗经》原名《江湖奇闻——杜骗新书》，为明朝万历年间张应俞创作的一本关于江湖骗人与防骗故事汇编。
全书共四卷，下分二十四类八十四则，每一则都是一个小故事。这部小说集中的大部分故事并不是真正的虚构想象之作，而是根据当时的传闻加工润色而成。

## 二十四类骗术
| - 一类 脱剥骗 - 二类 丢包骗 - 三类 换银骗 - 四类 诈哄骗 - 五类 伪交骗 - 六类 牙行骗 | - 七类 引赌骗 - 八类 露财骗 - 九类 谋财骗 - 十类 盗劫骗 - 十一类 抢劫骗 - 十二类 在船骗 | - 十三类 诗词骗 - 十四类 假银骗 - 十五类 衙役骗 - 十六类 婚娶骗 - 十七类 奸情骗 - 十八类 夫人骗 | - 十九类 拐带骗 - 二十类 买学骗 - 二十一类僧道骗 - 二十二类炼丹骗 - 二十三类法术骗 - 二十四类引嫖骗 |